# Citharichthys stigmaeus
Citharichthys stigmaeus is een straalvinnige vissensoort uit de familie van schijnbotten (Paralichthyidae). De wetenschappelijke naam van de soort is voor het eerst geldig gepubliceerd in 1882 door Jordan & Gilbert.